# Johanna Hiesmair
Johanna Hiesmair (* 20. Juni 2005) ist eine österreichische Tennisspielerin.

## Karriere
Hiesmair begann mit zehn Jahren das Tennisspielen. Sie spielt hauptsächlich Turniere auf der ITF Junior Tour und ITF Women’s World Tennis Tour, wo sie bislang aber noch keinen Titel gewinnen konnte.
Ab dem Jahr 2015 gewann Hiesmaier mehrere Titel und Platzierungen in den Juniorinnenwettbewerben des ÖTV und OÖTV im Einzel und Doppel.
2019 erreichte sie zusammen mit Lea Erenda das Halbfinale im Doppel der ÖTV-Jugendmeisterschaften 2019 U12/U14/U16 und gewann mit Lea Eranda ihren ersten internationalen Titel auf der TE-Tour. Bei den ÖTV-U14-Hallenmeisterschaften wurde sie Dritte im Einzel und Vizemeisterin im Doppel.
2020 wurde Hiesmair zweifache Oberösterreichische Landesmeisterin im Einzel und Doppel. 2021 gewann sie mit Theresa Stabauer fünf Doppeltitel der ITF Junior Tour, 2022 zwei Titel. Im März 2022 wurde Hiesmair zusammen mit Theresa Stabauer österreichische Meisterin im Doppel der U18.
Im Januar 2023 gewann Hiesmair mit Partnerin Stabauer den J60-Titel in Frankfurt. Im Februar 2023 rutschte sie als Nachrückerin für Markéta Vondroušová, die ins Hauptfeld aufrutschte, in das Qualifikationsfeld der Upper Austria Ladies Linz, ihr erstes Turnier der WTA Tour. Sie verlor aber bereits in ihrem ersten Match gegen Andrea Gámiz mit 3:6 und 2:6.
In der österreichischen Liga spielt sie 2019 in der 2. Bundesliga und ab 2020 in der 1. Bundesliga für den ATSV Steyr Tennis.